# كوزموس 954
كوزموس (الروسية: Космос 954) قمر استطلاع صناعي أُطلق من قبل الاتحاد السوفيتي في عام 1977. وبسبب عطلٍ ما لم يتمكن المفاعل النووي الموجود على متنه من الانفصال بشكل آمن وصحيح عنه؛ وفي السنة التالية عندما دخل هذا القمر الصناعي الغلاف الجوي للأرض مجدداً نثر مخلفات مشعة فوق كندا الشمالية مما دفع للقيام بعملية تنظيف واسعة معروفة باسم Operation Morning Light.

## الإطلاق والعمل
كان القمر الصناعي جزءاً من برنامج RORSAT للاتحاد السوفيتي، وهو عبارة عن سلسلة من أقمار الاستطلاع الصناعية التي رصدت حركة النقل البحرية متضمنةً السفن السطحية والغواصات النووية باستخدام رادار فعّال. سُمي كوزموس رقم 954 وأُطلق في 18 أيلول عام 1977 عند الساعة 13:55 بالتوقيت العالمي الموحد من ميناء بايكونور الفضائي على متن صاروخ حامل من نوعTsyklon-2 . مع زاوية ميلان 65° وقبا حضيضي 259 كم (161 ميل) وقبا أوجي 277 كم (172 ميل) وكان يدور حول الأرض كل 89.5 دقيقة. ويزوده بالطاقة محول حراري أيوني لسائل صوديوم-بوتاسيوم ومُدار من قبل مفاعل نووي يحتوي على ما يقارب 50 كغ (110 باوند) من اليورانيوم-235  كان القمر الصناعي مخصصاً للمراقبة على المدار على المدى الطويل ولكن بحلول كانون الأول عام 1977 انحرف القمر الصناعي عن مداره المصمم له وكان مسار طيرانه يصبح منحرفاً بشكل متزايد.
في منتصف كانون الأول لاحظت قيادة دفاع الفضاء الجوي الأمريكية الشمالية، التي عينت للقمر الصناعي رقم دليل القمر الصناعي 10361 أن كوزموس 954 يقوم بمناورات منحرفة مغيراً ارتفاع مداره حتى 50 ميل حيث عانى مشغلوه السوفييت ليتمكنوا من التحكم بمركبتهم الفضائية الفاشلة.
عند الساعة 11:53 صباحاً بتوقيت غرينيتش في الـ 24 من كانون الثاني عام 1978 دخل كوزموس 954 الغلاف الجوي للأرض مجدداً أثناء انتقاله على طريق شمالي شرقي فوق غرب كندا. في البداية زعم اتحاد الجمهوريات السوفيتية الاشتراكية USSR أن القمر الصناعي تم تدميره بشكل كامل أثناء عودة دخوله، لكن لاحقاً أظهرت الأبحاث مخلفات من القمر الصناعي تم ترسيبها فوق إقليم لكندا على مدى طريق مسافته 600 كم (370 ميل) من بحيرة جريت سليف  إلى بحيرة بيكر. تمتد المنطقة عبر أجزاء من الأقاليم الشمالية الغربية، نونافوت في الوقت الحالي وألبيرتا وساسكاتشوان.

## الاستعادة
سُمِّي العمل على استعادة المواد المشعة للقمر الصناعي بعملية ضوء الصباح Operation Morning Light. وغطت العملية منطقة بمساحة 124,000 كم2 (48,000 ميل2)، قام الفريق الكندي-الأمريكي الموحّد بتمشيط المنطقة أرضاً وجوّاً في الفترة الأولى من 24 كانون الثاني عام 1978 حتى 20 نيسان عام 1978 والفترة الثانية من 21 نيسان عام 1978 حتى 15 تشرين الأول عام 1978. وفي النهاية تمكنوا من استعادة 12 قطعة كبيرة من القمر الصناعي. كان هناك 10 شظايا مشعة من بين الشظايا التي استعيدت.[1] أظهرت هذه القطع نشاطاً إشعاعياً حتى 1.1 سيفرت بالساعة، ومع ذلك لم تشمل سوى ما يقدر بـ 1% من الوقود. أحد الشظايا كان لها مستوى إشعاعي يقارب 500 R/h رونتجن بالساعة، وهو «كافٍ لقتل شخص .. يبقى على اتصال مع هذه القطعة لبضعة ساعات.»

## العقابيل
بناءً على أحكام اتفاقية مسؤولية الفضاء لعام 1972 فالدولة التي تطلق أي جسم في الفضاء تكون مسؤولة عن الأضرار التي يتسبب بها ذلك الجسم. ومن أجل أعمال الاستعادة فرضت الحكومة الكندية ضريبة على الاتحاد السوفيتي تقدر  6,041,174.70 دولار كندي بسبب النفقات الحالية وكتعويض إضافي للنفقات غير المتوقعة في المستقبل؛ في النهاية دفع اتحاد الجمهوريات السوفيتية الاشتراكية USSR مبلغ إجمالي قدره 3 ملايين دولار كندي
لم يكن كوزموس 954 أول قمر صناعي RORSAT مزود بطاقة نووية يفشل؛ فقد فشل إطلاق قمر صناعي مشابه عام 1973 حيث أوقع مفاعله في المحيط الهادي شمال اليابان. وفشل أيضاً كوزموس 1402 حيث أوقع مفاعله في المحيط الأطلسي الجنوبي عام 1983. إن جميع الـ RORSAT اللاحقة كانت مزودة بآلية طرد مركزي احتياطية – عندما فشلت الأولية في كوزموس 1900 عام 1988 نجح هذا النظام في رفع المركز إلى مدار آمن للتخلص منه.
لم تجد فرق البحث نفايات عودة دخول في الموقع المتوقع حتى قاموا بإعادة حساب أين ذلك الموقع سيكون اعتماداً على بيانات تشير إلى مكان وجود حدث مولد للحرارة في طبقة الستراتوسفير[متى؟] وقت حدوث عودة الدخول. أول من وثق ارتفاع حرارة طبقة الستراتوسفير كان محطة شبكة صاروخ الأرصاد الجوية لجيش الولايات المتحدة في ميدان بحث بوكر فلات Poker Flat Research Range قرب فيربانكس، ألاسكا.[بحاجة لمصدر]

### ثقافة البوب/الثقافة الشعبية
أصبح كوزموس 954 جزءاً مشهوراً من التاريخ والمعرفة في يلو نايف، عاصمة الأقاليم الشمالية الغربية. قام رسام يلو نايف نيك ماكلنتوشNick MacIntosh بابتكار أعمال فنية أظهرت القمر الصناعي والمعالم المحلية المشهورة
تضمنت حلقة برنامج Saturday Night Live بتاريخ 28 كانون الثاني عام 1978 نكتة لطيفة عن المخلفات المشعة من القمر الصناعي المحطّم بأنها استحدثت سرطانات بحر ممسوخة ضخمة تتجه نحو الساحل الشرقي للولايات المتحدة وتم اختتام البرنامج في النهاية بهذه السرطانات وهي تغزو الأستوديو.